# Amarillo
Amarillo város az Amerikai Egyesült Államokban. Texas 14. legnépesebb városa és Potter megye székhelye, de egy része Randall megyébe is átnyúlik.

## Népesség
A település népességének változása:
| Lakosok száma | 482  | 190 695 | 200 393 |
|               | 1890 | 2010    | 2020    |

## Történelem
A várost eredetileg Oneida néven alapították a Llano Estacado régióban. A vasút kiépülésének köszönhetően a 19. század végén a marhakereskedelem központja lett.

## Fordítás
- Ez a szócikk részben vagy egészben az Amarillo, Texas című angol Wikipédia-szócikk ezen változatának fordításán alapul.  Az eredeti cikk szerkesztőit annak laptörténete sorolja fel. Ez a jelzés csupán a megfogalmazás eredetét és a szerzői jogokat jelzi, nem szolgál a cikkben szereplő információk forrásmegjelöléseként.

1. ↑  2020. évi népszámlálás az Egyesült Államokban. 2020. évi népszámlálás az Egyesült Államokban . (Hozzáférés: 2022. január 1.)